# Катерининська залізниця

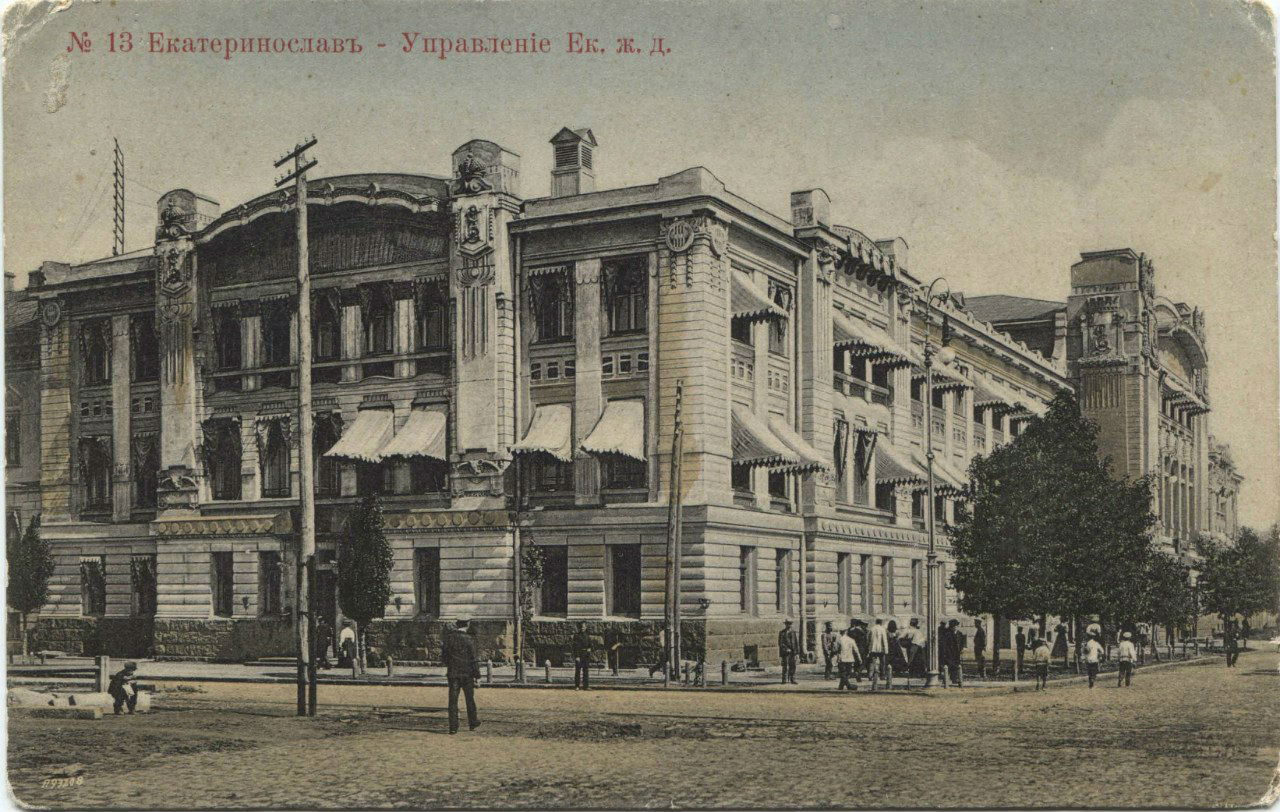
Управління залізниці в Катеринославі. Краєвид з кута Катерининського проспекту та Привокзальної вулиці (на початку ХХ століття)

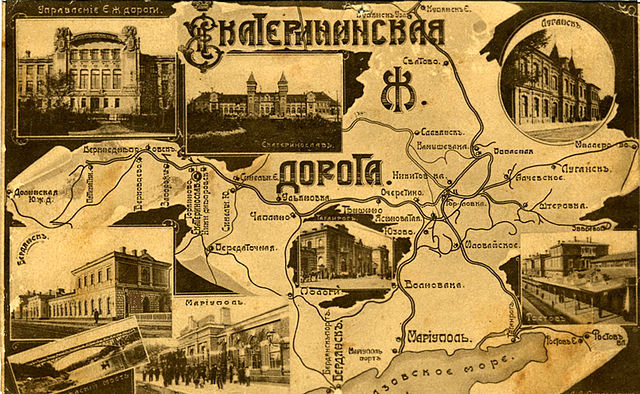
Поштова листівка Катерининська залізниця (1900-ті роки)

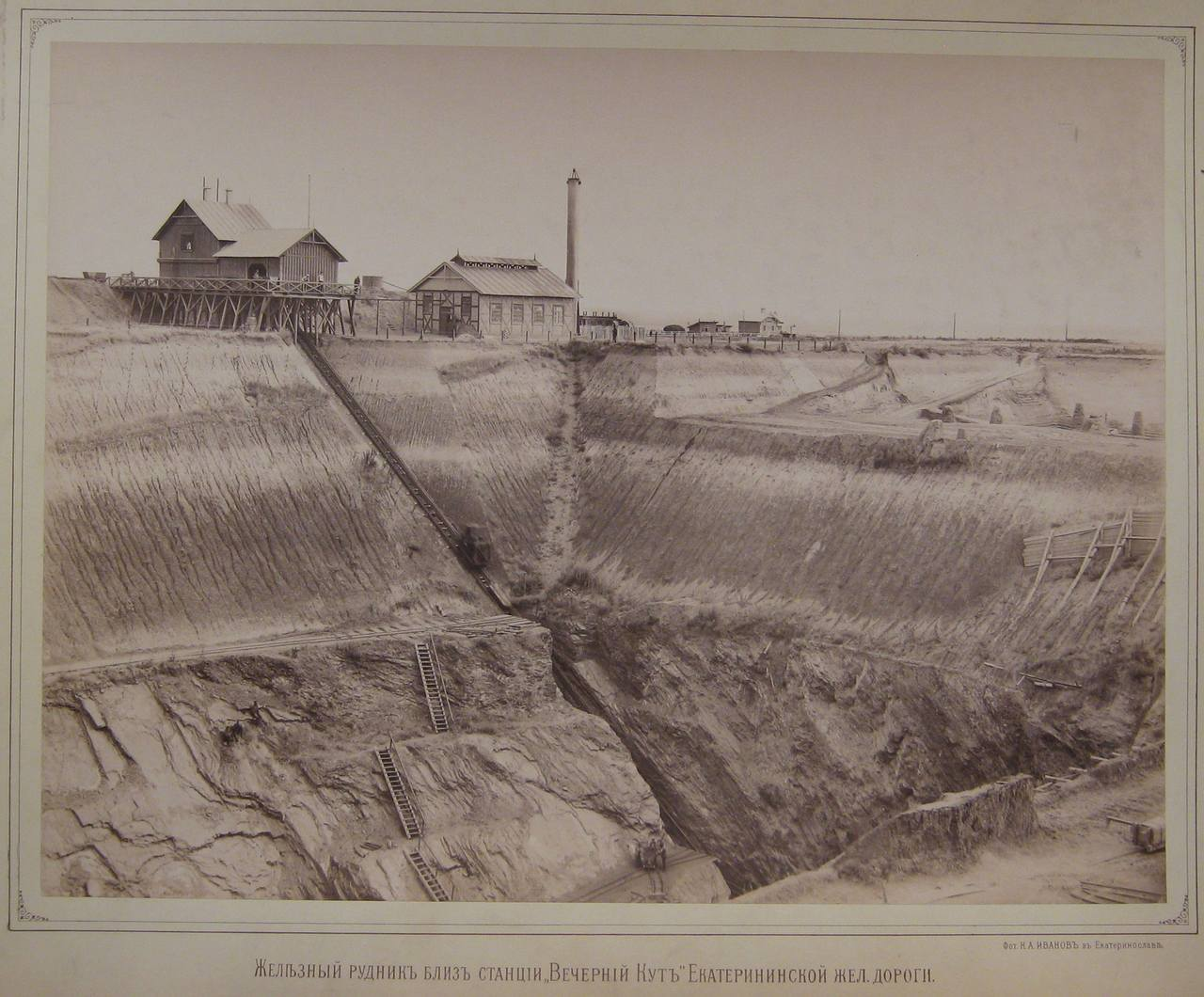
Залізна копальня поблизу станції Вечірній Кут Катерининської залізниці

Катери́нинська залізни́ця (рос. Екатерининская железная дорога) — державна залізниця в українських губерніях Російської імперії, що побудована у 1883—1904 роках.
Роботи з будівництва першої черги залізниці тривали 34 місяці. Акт державної комісії був підписаний, і з 18 травня 1884 року розпочався регулярний рух поїздів.
Після жовтневого перевороту та зміни влади, у 1918 році націоналізована і передана до підпорядкування народного комісаріату шляхів сполучення.

## Межі залізниці
Залізниця проходила територією Харківської, Херсонської, Таврійської, Катеринославської губерній і територією Донщини.
Нині частини колишньої Катерининської залізниці входять до складу Донецької, Одеської, Придніпровської, Південної Укрзалізниці та частково до Південно-Східної залізниці Російських залізниць.

## Гілки
Ростов-на-Дону — Горлівка — Катеринослав — Долинська, з гілками на Звєрево, Маріуполь, Міллерове, Бердянськ, Куп'янськ
| Катерининська (1893 рік) | Катерининська (1884)            | Катерининська (1884)            |
| Катерининська (1893 рік) | Донецько-Кам'яновугільна (1880) | Донецько-Кам'яновугільна (1875) |
| Катерининська (1893 рік) | Донецько-Кам'яновугільна (1880) | Костянтинівська (1872)          |

## Історія

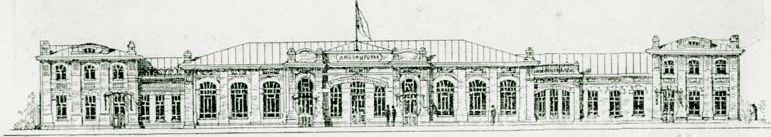
Проєкт будівлі залізничного вокзалу станції Верхівцеве (1903)

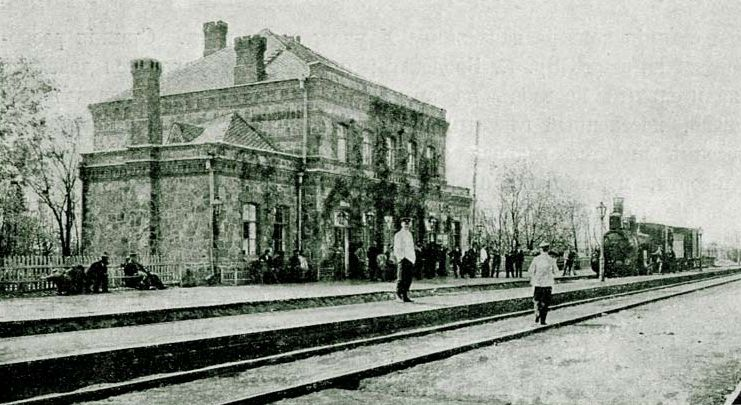
Перша будівля залізничного вокзалу станції Верхівцеве

У 1862 році перший міністр шляхів сполучення імперії висунув проєкт будівництва залізниці від Катеринослава до Донбасу.
22 квітня 1875 року уряд затвердив план будівництва дільниць магістралі від станції Казанка до станції Катеринослав і від станції Ясинувата до станції Синельникове.
18 травня 1884 року відкрито постійний вантажний і пасажирський рух казенною Катерининською залізницею поїздів дільницями Ясинувата — Синельникове і Казанка — Катеринослав. Введений в експлуатацію залізничний міст через річку Дніпро. Також відкрився рух у напрямку Ясинувата — Гришине — Чаплине — Катеринослав — Долгінцеве — Долинська. Нова магістраль складалася з двох «ізольованих» ділянок Ясинувата — Синельникове та пост Амур (колишній Катеринослав Лозово-Севастопольської залізниці) — Катеринослав — Долинська, поділених ділянкою приватної Лозово-Севастопольської залізниці Синельникове — Амур, а також п'ять сполучних і «живильних» гілок, одна з яких, — Авдіївка — Юзівка, — була побудована безпосередньо в Донецькому вугільному басейні.
До 1884 року на промисловому Півдні Росії будували виключно приватні залізниці. Нова залізниця була казенною та широтною, тобто проходила перпендикулярно діючим магістралям у напрямку Центральної Росії — периферія. Вона мала зв'язати два промислових субрегіони, — Донецький кам'яновугільний та Криворізький залізорудний басейни. Не дивно, що вже через 5-10 років після відкриття постійного руху новою магістраллю почалося укладання других колій на всій трасі залізниці, а до початку ХХ століття вантажообіг Катерининської залізниці вийшов на перше місце серед залізниць Російської імперії. Адже вугілля і руда необхідні для виплавки металу, без якого не може обійтися жодна галузь промисловості. 
З відкриттям Катерининської залізниці для обслуговування кустарних копалень, що на території сучасного Покровського району, були відкриті станції Удачна, Гришине і Желанна. Проте за документами того часу, у торгового селища Гришине (нині — Покровськ) в ХІХ столітті було небагато шансів перетворитися на залізничну станцію. 
Нелегким був шлях від першої задумки широтної магістралі в напрямку Донбас через річку Дніпро у Кривбас до реалізації технологічно і економічно вивіреного проєкту із наявної нині трасою магістралі. Передісторія будівництва Катерининської залізниці по-своєму повчальна, сповнена епізодів гострої боротьби між гірничопромисловцями, губернським земством і транспортним відомством.
У 1841 році дворянин А. С. Воронцов приступив до написання проєкту магістралі у напрямку Лисичанськ — Бердянськ — Олександрівськ із дерев'яними рейками. Звичайно, даний проєкт було відхилено, і причина зовсім не в дерев'яних напрямних для екіпажів. У 1830—1840-х роках був відсутній стійкий вантажопотік між казенними вугільними копальнями в Лисичанську (відкриті у 1796 році), а також річковими пристанями на Дніпрі і морськими портами Приазов'я. Одними хлібними вантажами підтримувати стійкий вантажопотік цілий рік не представлялося можливим. В середині XIX століття не був налагоджений навіть кустарний вуглевидобуток в Гришинському вугленосному районі, — «вугільна лихоманка» тут почалася дещо пізніше.
У 1862 році міністр шляхів сполучення П. П. Мельников запропонував проєкт Південно-Східної (антрацитової) залізниці Грушівка (Шахти Ростовської області, РФ) — Катеринослав. Кінцевий пункт цієї залізниці мав виходити до річки Дніпро в районі сучасного посту Амур. У Західному Донбасі траса антрацитової залізниці проходила приблизно в тих місцях, де нині проходить ділянка магістралі Ясинувата — Чаплине. Але в 1860-х роках на урядовому рівні перевагу віддали радіальним залізницям, що мали зв'язувати би центр імперії з периферією. Антрацитова ж залізниця була широтною, — перпендикулярної радіальним.
У 1873 році почалося обговорення проєкту побудови Донецької кам'яновугільної залізниці. Даний проєкт передбачав створення розгалуженої мережі залізничних ліній та гілок, яка складалася з трьох ділянок, для обслуговування вугільних копалень Донецького басейну. Для обслуговування Старого Донбасу передбачалася так звана центральна дільниця, — система сполучних ліній і живильних гілок між станціями Міллерове й Звєрєво Козловсько-Воронезько-Ростовської залізниці, Грушевськими антрацитовими копальнями на сході, а також Слов'янськ і Микитівка Курсько-Харківсько-Азовської залізниці, Лисичанськими кам'яновугільними казенними копальнями на заході. Для вивезення донецького вугілля на Волгу, від Грушевських копалень на схід передбачалася Східно-Донецька дільниця Донецької дороги. Для виходу донецького вугілля на Дніпро, а також Харківсько-Миколаївську залізницю, від Курсько-Харківсько-Азовської залізниці передбачалася Західно-Донецька дільниця Донецької дороги. Траса останньої дільниці перетинала Криворізьке залізорудне родовище, тому мала другу назву — «Криворогська» (у сучасних дослідників — Криворізька) гілка.
Проти одночасного будівництва всіх трьох дільниць Донецької залізниці у 1875 році виступив міністр шляхів сполучення К. М. Посьєт, він віддав «пальму першості» її центральній дільниці, побудованій у 1876—1879 роках як окрема приватна Донецька кам'яновугільна залізниця.
Дослідження Західно-Донецької дільниці затягнулися і не були завершені до 1875 року, що стало формальною причиною призупинення реалізації даного проєкту. По-суті розглядалися два варіанти трасування даної дільниці: через район казенного села Гришине і через район села Курахівка (нині — Зоряне Покровського району Донецької області). 
«Гришинський» варіант трасування Західно-Донецької гілки вперше був озвучений на I З'їзді гірничопромисловців півдня Росії ще восени 1874 року. Даним варіантом передбачалося будівництво магістралі від станції Микитівка Курсько-Харківсько-Азовської залізниці до станції Синельникове Лозово-Севастопольської залізниці, а також від міста Катеринослав (з мостом через Дніпро) до станції Казанка Харківсько-Миколаївської залізниці. Ділянка колії від Синельникове до поста Амур на лівому березі Дніпра в Катеринославі на той час вже була здана в експлуатацію і належала приватній Лозово-Севастопольській залізниці.
«Курахівський» варіант трасування передбачав примикання Західно-Донецької гілки в Донбасі по проєктованій станції Хацепетівка Донецької залізниці (згідно з попередніми дослідженням Міністерства шляхів сполучення у 1875 році) або Корсунь (Пантелеймонівка) Курсько-Харківсько-Азовської залізниці (клопотання окремих гірничопромисловців в 1874 році), з подальшим трасуванням через Богодухову балку, станцію Руднична (нині — Рутченкове) Костянтинівської залізниці, село Курахівка і село Іванівка, з виходом на Синельникове або Олександрівськ Лозово-Севастопольської залізниці, а після перетину мостом Дніпра — на Кривий Ріг і Казанку.
У 1875 році французьке Гірничопромислове товариство на півдні Росії, яке заволоділо напередодні маєтком в Курахівці, приступило до будівництва тут капітального вугільного рудника і залізничної гілки до нього від станції Руднична протяжністю 24 версти (так звана Рутченківсько-Курахівська залізниця). У 1876 році рудник, а також гілка до нього з мостом через річку Вовча і паровозним депо були здані в експлуатацію. Здавалося б, все вказувало на швидку реалізацію «Курахівського» варіанту трасування Західно-Донецької дільниці. Але у товариства почалися проблеми з видобутком вугілля в Курахівці та його збутом.
Оприлюднені варіанти трасування залізниці через район Гришине, і через район Курахівки, не були позбавлені головного недоліку — наявності ділянок з важким профілем колії. У першому випадку, передбачався перетин глибокої долини річки Кривий Торець в районі Новобахмутівки, у другому — подолання крутого правого берега річки Вовчої в районі Курахівки. Дана обставина серйозно обмежувала провізну і пропускну здатність напрямків, створювала проблеми з транзитом масових вантажів, — для чого, власне, і була задумана Західно-Донецька дільниця Донецької залізниці. Отже, обидва варіанти проєкту потребували суттєвого доопрацювання. Тому й не дивно, що К. М. Посьєт наполягав на додаткових дослідженнях напряму.
У 1876 році, завдяки злагодженій роботі Катеринославського губернатора І. М. Дурнова і губернського земства, вдалося довести перспективність варіанту трасування Західно-Донецької залізниці через Катеринослав з примиканням до існуючих залізниць в Донбасі по станції Ясинувата Костянтинівської залізниці або станції Микитівка Курсько-Харківсько-Азовської залізниці, взамін станції Руднична. Залізниця, як і кам'яновугільна, передбачалася у власності приватного товариства. У 1876 році Катеринославське губернське земське зібрання клопотало про надання концесії на будівництво Західно-Донецької лінії генералу А. Д. Фалькенгагену і дворянину М. К. Залєсському.
Розпочата у 1877 році війна з Османською імперією відсунула обговорення питань залізничного будівництва на задній план, і про Західно-Донецьку (Криворізьку) залізницю зовсім забули. Тому, коли у 1879 році гірничий промисловець О.М.Поль знову порушив клопотання про будівництво Криворізької гілки, довелося все доводити заново. До сих пір не було вирішене питання про місце розташування залізничного моста через Дніпро на проєктованій лінії. У 1880 році на засіданні Височайше затвердженої присутності по продовольчій частині було вирішено визнати корисним розпочати земляні роботи із продовження Донецької залізниці на захід через Катеринослав. Спонукали уряд до прийняття позитивного рішення наслідки низки неврожаїв, що мали місце в південних губерніях в середині 1870-х років XIX століття. Саме тому, що швидке будівництво Криворізької залізниці в 1880-х роках XIX століття було спровоковано проблемою постачання до віддалених куточків Катеринославської губернії хліба, Катерининську залізницю довгий час називали «хлібною». В якості нових претендентів концесії на Криворізьку залізницю в 1880 році виступили російський князь Долгоруков і американський банкір Баркер. Втім, «Височайше затвердженим» рішенням Комітету Міністрів від 6 лютого 1881 року нову залізницю вирішили будувати «казенним способом під безпосереднім веденням Міністерства шляхів сполучення».
Що стосується трасування Криворізької гілки, то у 1877 році нові дослідження даного напрямку вказали на неможливість включення Курахівської гілки в Західно-Донецьку лінію, — у зв'язку з проблемою одночасного спорудження нового мосту через Вовчу і будівництва станції примикання під'їзної колії Курахівського рудника на правому березі річки з використанням вже збудованого мосту. Згідно з новими дослідженнями, Західно-Донецька лінія прямувала через Курахівку, але не від станції Руднична, а від станції Юзове. У 1878 році під'їзну колію на Курахівку був законсервовано, хоча аж до 1881 року Гірничопромислове суспільство на півдні Росії намагалося включити останню до складу протяжної магістралі з Донбасу в Кривбас.
У 1881 році було створено Тимчасове управління зі спорудження Криворізької залізниці, а здійснені остаточні дослідження траси вказали на доцільність будівництва магістралі в напрямку Ясинувата — Катеринослав — Долинська з проходженням її в Західному Донбасі через район на південь від села Гришине. З початком будівельного сезону, із затвердженням скоригованого проєкту, почалися будівельні роботи. У 1882 році Криворізька залізниця отримала найменування Катерининської, — на честь імператриці Катерини II. У 1881—1883 роках на Катерининській залізниці були побудовані такі станції і полустанки: Очеретине, Желанна, Гришине, Удачна та інші. Тоді ж почався тимчасовий товарний і пасажирський рух між станціями Ясинувата і Синельникове, до поста Амур. Постійний рух було відкрито в травні 1884 року, — із відкриттям двох'ярусного залізнично-автомобільного моста через річку Дніпро.
У 1887 році експлуатаційна довжина залізниці становила 999 верст.
У роки економічного підйому імперії (1890-ті) відбулося потужне збільшення Катерининської залізниці за рахунок приєднаних до неї дільниць, викуплених в казну у приватних магістралей:
- Микитівка — Ростов-на-Дону (Курсько-Харківсько-Севастопольська залізниця);
- Ясинувата — Маріуполь (Донецько-Кам'яновугільна залізниця);
- Синельникове — Нижньодніпровськ (Лозово-Севастопольська залізниця).

У грудні 1888 року після спорудження Саксаганської колії (Любомирівка — Колачевське), станція Любомирівка стала залізничним вузлом. Сучасну назву станції надано 1 січня 1904 року на честь першого начальника Катерининської залізниці, талановитого інженера Олександра Верховцева.
Швидке збільшення вантажообігу Катерининської залізниці потребувало швидкого вирішення проблеми пропускної здатності цієї магістралі. Так на початку 1890-х років XIX століття на головному ході з'явилися роз'їзди № 2 Шабельське (блок-пост № 8), № 3 Гродівка і № 4 Войнове (блок-пост № 13) тощо. Але і цього було замало. У 1894 році було укладено другі колії на ділянці від Гришине до Улянівки, а в 1895 році — від Ясинуватої до Гришине. Роз'їзди стали звичайнісінькими блок-постами.
У 1898 році побудовано залізничну лінію Колачевске — П'ятихатки — Любомирівка (нині — Верхвіцеве).
У 1899 році відкрито рух поїздів у напрямку Чаплине — Бердянськ.
У 1904 році введено в експлуатацію другу Єкатерининську залізницю (Кривий Ріг — Олександрівськ — Царекостянтинівка (після 1974 року — Комиш-Зоря)).
22 лютого 1908 року зданий в експлуатацію Кічкаський міст через Дніпро в Олександрівську. Відкрито наскрізний рух по другій Катерининській залізниці.
У 1913 році Катерининська залізниця перевезла 2 млрд. 300 млн пудів різних вантажів, одержавши прибуток у 40 млн карбованців — рекорд залізничного транспорту в Росії.

Кічкаський міст після підриву

Перед Першою світовою війною почала діяти одноколійна гілка від Царекостянтинівки до Федорівки, яка забезпечила прямий шлях з Донбасу до Криму.
У 1915 році закінчено будівництво залізничної лінії Євпаторія — Сарабуз (нині — Острякове).
У грудні 1917 року на дорозі встановлено самоврядування. Посада начальника залізниці скасована.
У 1920 році введено в експлуатацію дільницю Джанкой — Армянськ.
У 1922 році, у добу радянської окупації, «колективу» Катерининської залізниці вручено ордена Трудового Червоного Прапора УРСР за дострокове відновлення Кічкаського мосту.
У липні 1926 року разом з містом і станцією Катеринослав Катерининська залізниця була перейменована на Дніпропетровську залізницю, проте вже у грудні 1926 року це рішення було скасоване.
У 1927 році введена в дію лінія Нижньодніпровськ — Костянтиноград.
У 1930 році відкрита сортувальна станція Нижньодніпровськ-Вузол.
У 1932 році закінчено будівництво локомотивного депо «Нижньодніпровськ-Вузол».
1932 року розпочалися роботи з електрифікації лінії Запоріжжя — Нікополь — Кривий Ріг. До листопада 1934 року було завершено спорудження лінії електропередачі напругою 35 кВ і на тягові підстанції Запоріжжя-Ліве та Канцерівка подана напруга.
10 березня 1935 року дільницею Запоріжжя — Нікополь почали курсувати поїзди на електричній тязі. Їх повели електровози ВЛ19.
Згодом зовнішнє енергопостачання 35 кВ отримали підстанції Підстепне, Апостолове та Довгинцеве. Електрифікацію було завершено 25 жовтня 1935 року — розпочався регулярний рух поїздів під електротягою на дільниці від Запоріжжя до Довгинцевого — найбільшої на той час електрифікованої магістралі СРСР.
4 січня 1936 року Катерининська залізниця була перейменована на Сталінську залізницю. Наразі — Придніпровська залізниця.

## Начальники залізниці
| 19.09.1883 — 18.11.1901 | Верховцев Олександр Аполлонович    |
| 1902—1906               | Шмідт Федір Іванович               |
| 1906—1907               | Міхін С. І                         |
| 1907—1910               | Стульгінський Владислав Ігнатович  |
| 07.09.1910 — ?          | Ваніфатьєв Кирило Миколайович      |
| 1920—1920               | Шелехес Ілля Савелійович (комісар) |
| 1922—1924               | Іванов Костянтин Геннадійович      |
| 1924—1926               | Ковилкін Степан Терентійович       |
| 1926—1928               | Мальгінов Петро Михайлович         |
| 1928—193?               | Кузовлєв К. М.                     |
| 1933—1936               | Білик Павло Борисович              |

- Начальник будівництва залізниці — В. Титов.
- Начальник Служби руху — інженер шляхів сполучень М. С. Філоненко, з 1903 року призначений Керівником Есплуатаційного відділу Управління залізниць[8].

## Електрифікація
- 1935 — дільниця Запоріжжя — Довгинцеве — 202,3 км[9]  (електрифікацію демонтовано у 1941 році, відновлено у 1948 році)[10].

## Рухомий склад
Рухомий склад Катерининська залізниця складався з 1 250 паровозів, 3 072 вантажних та 995 пасажирських вагонів. Обслуговування та ремонт рухомого складу здійснювалося у залізничних майстернях станцій Катеринослав, Ясинувата, Авдіївка, Дебальцеве тощо.
На залізниці експлуатувалися паровози серії «Ш» і «Щ» та паровози серії Од («джойка»).